# Václav Kříž
Václav Kříž (3. května 1934, Praha – 16. května 2013) byl český volejbalista, který reprezentoval Československo. S jeho reprezentací získal stříbrnou medaili na mistrovství světa v roce 1962. Za národní tým nastupoval v letech 1957–1964. Hrál za kluby Tatran Isoxyl Praha, ÚDA Praha a Spartak Potrubí Praha. S ÚDA se stal v roce 1955 mistrem Československa. Takřka celý profesní život strávil v podniku Potrubí Praha (později Sigma Praha). V letech 1972–1991 byl též metodikem TJ Slavoj Břevnov. Měl přezdívku Kyčlař.